# Hubbardston (Massachusetts)
Pour les articles homonymes, voir Hubbardston.
Hubbardston est une ville du Comté de Worcester dans l’État du Massachusetts.
Elle a été incorporée en 1767.
Sa population était de 4 328 habitants en 2020.